# República da Albânia Central
República da Albânia Central (em albanês:  Republika e Shqipërisë së Mesme) foi um Estado não reconhecido de curta duração estabelecido em 16 de outubro de 1913 com seu centro administrativo em Durrës, atual Albânia. 

## História
A República da Albânia Central foi estabelecida por Essad Pasha Toptani e chegou ao fim quando Guilherme de Wied, príncipe do Principado da Albânia, assumiu o controle sobre o país após a sua chegada na Albânia em 7 de março de 1914. O território do estado era limitado pelo Rio Mat no norte e pelo Rio Shkumbin no sul.  Existem fontes que ligam o fim da República da Albânia Central com a data de 1 de fevereiro de 1914, quando uma delegação albanesa liderada por Essad Pasha Toptani ofereceu o trono albanês a Guilherme de Wied.  A bandeira da República da Albânia Central era vermelha com uma estrela branca na parte inferior direita. 
A República da Albânia Central emitiu seus próprios selos postais.  Faik Konica inicialmente deu o seu apoio ao governo de Essad Pasha. 

### Essad Pasha Toptani

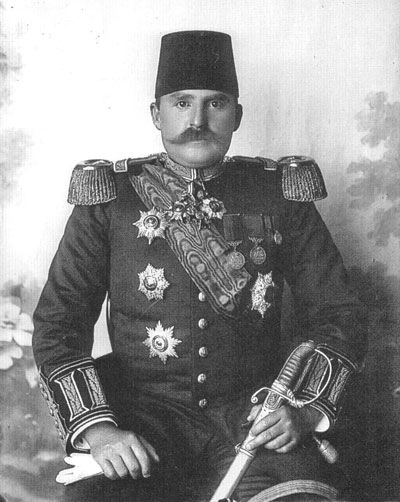
Essad Pasha Toptani

A função mais importante no estabelecimento da República da Albânia Central coube a Essad Pasha Toptani. Durante a Primeira Guerra Balcânica, tornou-se famoso por sua resistência durante o cerco de Scutari. Era um membro da família Toptani, uma das muitas famílias muçulmanas que eram ricos latifundiários feudais com estatuto privilegiado durante o domínio otomano. Estes latifundiários muçulmanos, juntamente com os sacerdotes muçulmanos, temiam perder o seu estatuto privilegiado após a assinatura do Tratado de Paz de Londres e a decisão das grandes potências sobre o futuro estatuto do território que hoje pertence à Albânia.

### Apoio do Reino da Sérvia
O Reino da Sérvia concordou em apoiar o governo de Essad Pasha financeiramente, e mesmo com a força militar, se necessário. Em troca, Essad Pasha concordou em neutralizar um grande grupo de cerca de 20.000 kachaks do Kosovo e da Macedônia.  Eram liderados por Isa Boletini e apoiados por Ismail Qemali e o seu Governo Provisório da Albânia. Essad Pasha aceitou ajudar o Reino da Sérvia a adquirir parte das áreas costeiras ao norte do Rio Drin Negro.

### Relações com o Império Otomano

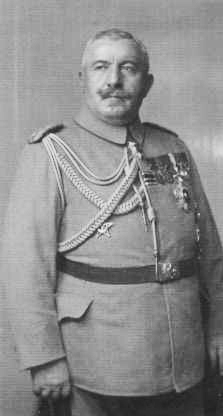
Ahmed İzzet Pasha

Os latifundiários e os sacerdotes muçulmanos pró-otomanos apoiaram Essad Pasha Toptani, que permaneceu leal ao Império Otomano durante a Primeira Guerra Mundial e manteve contatos estreitos com o governo em Istambul. Os Jovens Turcos de Istambul ainda estavam na esperança de restaurar a suserania otomana sobre a Albânia e enviou agentes para lá.   Essas atividades resultaram em uma tentativa (mal sucedida) de declarar Ahmed İzzet Pasha, então ministro da Defesa do Império Otomano, como primeiro príncipe do Principado da Albânia. Ahmed Pasha İzzet iria precaver que esses latifundiários alcançassem um estatuto privilegiado com a ajuda de várias centenas de soldados otomanos enviados para a Albânia. Todos eles foram presos pela gendarmerie holandesa em 8 de janeiro de 1914, quando tentavam desembarcar na Albânia. O incidente foi oficialmente negado pelo governo em Istambul.
Izzet Pasha enviou o major Beqir Grebenali, outra de etnia albanesa, para ser um de seus principais representantes na Albânia. O Governo Provisório da Albânia sob controle de Ismail Qemali capturou e executou o major Beqir Grebenali. Tal exibição provocativa e prejudicial de independência do governo de Qemali irritou as grandes potências e a Comissão Internacional de Controle forçou Qemali a se afastar e deixar a Albânia. 

### Rivalidade com o Governo Provisório da Albânia de Qemali

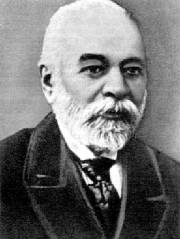
Ismail Qemali

Enquanto Essad Pasha Toptani estabelecia a República da Albânia Central, existia um outro governo rival em Vlore —  o Governo Provisório da Albânia —  liderado por Ismail Qemali  que pretendia controlar o território da República da Albânia Central. Este governo foi estabelecido por um grupo de albaneses liderados por Ismail Qemali e arrebanhados de quatro vilaietes otomanos. Durante as negociações entre os rebeldes e os negociadores albaneses do Império Otomano em 1912, as partes concordaram em fundir os quatro vilaietes de Kosovo, Scutari, Monastir e Janina dentro de um, o Vilaiete da Albânia. Desde a Primeira Guerra Balcânica, iniciada antes deste acordo, foi confirmado na assembleia do Império Otomano, este vilaiete albanês unificado permaneceria sem reconhecimento oficial. A sua independência foi declarada em 28 de novembro de 1912 por um grupo de albaneses que Qemali havia reunido de todos os quatro vilaietes otomanos juntamente com quatro homens, albaneses da Romênia.
A Áustria e a Itália apoiaram as intenções de Ismai Qemali e de seu governo de criar um estado cujo território abrangeria todas as áreas povoadas pelos albaneses, incluindo o Kosovo, partes de Montenegro, Macedônia e Grécia. 
Em sua obra, Memorando sobre a Albânia, Essad Pasha Toptani negou que o governo de Qemali fosse legítimo, escrevendo que era "a criação pessoal de certo número de homens." 

## Consequências
Ao estabelecer a República da Albânia Central, Essad Pasha Toptani isolou os apoiantes de Ismail Qemali e seu o Governo Provisório da Albânia da parte norte da Albânia, povoada principalmente com população católica. Estes católicos estavam relutantes em submeterem-se a qualquer um dos dois governos nacionais, assim como eram relutantes em se render a Sublime Porta.  Assim, após as Guerras dos Bálcãs e antes do Príncipe Guilherme de Wied assumir o controle do recém-criado Principado da Albânia em 7 de março de 1914, a Albânia estava dividida em três partes. Uma parte ao norte do Rio Mat estava sob o controle dos católicos, a parte central foi um território mantido pela República da Albânia Central e sob o controle do governo liderado por Essad Pasha Toptani, enquanto que a terceira parte, ao sul do Rio Shkumbin, estava sob o controle do Governo Provisório da Albânia liderado por Ismail Qemali que declarou independência do Vilaiete da Albânia.